# كارولاينا هريكينز
كارولاينا هريكينز (بالإنجليزية: Carolina Hurricanes)‏ هو فريق هوكي جليد أمريكي محترف يلعب في الشعبة المتروبولية من القسم الشرقي في دوري الهوكي الوطني (NHL). حاز على كأس ستانلي مرة واحدة عام 2006.